# Pinaks

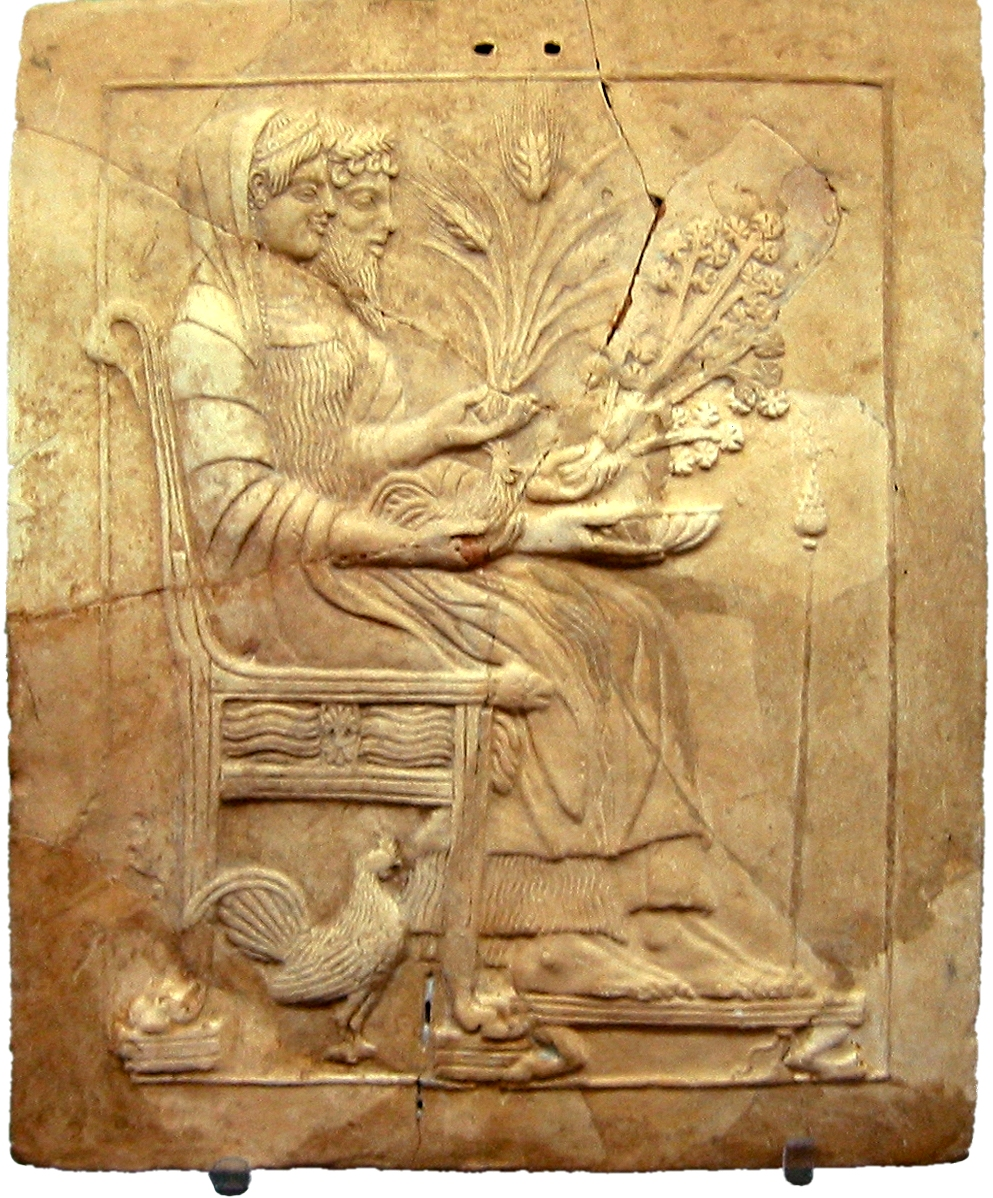
Pinaks z Lokri z przedstawieniem Persefony i Hadesa

Pinaks (gr. πίναξ pinax, lm. gr. πῐ́νᾰκες pinakes) – tabliczka wotywna w starożytnej Grecji.

## Tabliczki wotywne
Miały postać drewnianych, terakotowych lub kamiennych tabliczek z przedstawieniami malarskimi lub mieszanymi (rzeźbiarsko-malarskimi, z wkomponowanymi reliefami). Składano je w świątyniach jako dary dla bogów dla wyproszenia określonych łask.
Przedstawienia na nich zawierają rozmaite sceny, takie jak: rytualne libacje, różne uroczystości religijne, sceny mitologiczne oraz z życia codziennego. Tabliczki pokazują także pojedynczych czcicieli przed bogami lub posągami kultowymi w sanktuariach. Niemal wszystkie, których ofiarodawcami były kobiety, przedstawiają je w otoczeniu rodziny, natomiast ofiarowywane przez mężczyzn przedstawiają tylko ich. Jednak większość pinakes składana była w świątyniach z prośbą o uzdrowienie i zawiera przedstawienia różnych części ciała człowieka dotkniętych chorobą.
Największe ilości pinakes odkryto w świątyni Posejdona w Penteskufii koło Koryntu oraz w Lokri w południowych Włoszech w pobliżu świątyni Persefony. Tabliczki korynckie były malowane po obu stronach, a datuje się je na połowę VI wieku p.n.e. i czas późniejszy. Tabliczki z Lokri pochodzą z VI–IV wieku p.n.e., odkryto tam ponad 5 tys. pinakes i ich fragmentów. Zawierają one sceny mitologiczne z udziałem bogini Persefony, a także sceny z życia rodzinnego i małżeńskiego.

## Rola w teatrze greckim
Nazwą pinakes określano malowane na płytach dekoracje, umieszczane pomiędzy kolumnami zdobiącymi ściany skene. Stosowane były w teatrach okresu klasycznego (w Teatrze Dionizosa i innych na nim wzorowanych).

## Rola u żydów
Z nazwy tej wziął się hebrajski pinkas – księgi gminy żydowskiej, wraz z protokołami z posiedzeń jej organów.